# St. Jo
St. Jo – miasto w Stanach Zjednoczonych, w stanie Teksas, w hrabstwie Montague.